# ایوان پودار
ایوان پودار (کرواتی: Ivan Pudar؛ زادهٔ ۱۶ اوت ۱۹۶۱) دروازه‌بان اهل کرواسی است.
او همچنین در تیم ملی فوتبال یوگسلاوی بازی کرده است.